# Festschrift
Festschrift (ˈfɛstʃrɪft; plural, Festschriften, [ˈfɛstʃrɪftən] o Festschrifts), o también Festgabe o liber amicorum, es un término utilizado en el mundo académico para referirse a un libro en honor de una persona respetada, en especial a un académico, y que se presenta durante el transcurso de su vida. El término, proveniente del alemán, se podría traducir como una ‘celebración en forma escrita’ o como ‘[pieza de] celebración escrita’; cabe indicar que el término puede ser comparable al libro que se publica póstumamente, y que es denominado Gedenkschrift (‘publicación en memoria’).
Un Festschrift contiene una serie de contribuciones originales provenientes de colegas cercanos al académico honrado, a menudo incluyendo a sus exestudiantes doctorados; típicamente se publica con motivo de la jubilación del homenajeado, en su sexagésimo o sexagésimo quinto cumpleaños, o con ocasión de otro aniversario que sea notable dentro de su carrera. La primera publicación de este tipo en el mundo fue realizada en 1640 en Leipzig con motivo de la celebración del bicentenario de la invención de la imprenta, e incluía diversas obras de poetas alemanes; fue editada por Gregor Ritzsch.
Este tipo de publicación puede tener como foco cualquier materia y extensión, desde un pequeño volumen a una obra en varios tomos. Aufstieg und Niedergang der römischen Welt, por ejemplo, comenzó en 1972 como un Festschrift conmemorativo del 75.º aniversario de Joseph Vogt, un historiador clásico alemán, planeándose en primera instancia cuatro volúmenes, pero desde entonces se ha llegado a un total de 89 (entre ellos, varios que se habían planificado para los próximos años, pero que se pospusieron en 1998). Los ensayos, en tanto, usualmente se relacionan de alguna manera con —o reflexionan sobre— las contribuciones del homenajeado en el ámbito académico, pero pueden incluir importantes investigaciones originales de los autores. Muchos de los Festschriften también cuentan con una tabula gratulatoria, una lista extendida de los colegas y amigos que envían sus mejores deseos al homenajeado.